# Veículo de comunicação
Veículos de comunicação são as empresas ou organizações que produzem e divulgam as notícias. Os veículos de comunicação estão espalhados por diversos meios de comunicação, como a Internet, a televisão, rádio, jornais e revistas.
O jornal é um dos mais antigos veículos de informações, sua cobertura é basicamente em áreas metropolitanas com disponibilidade de edições locais ou bairrista.
A revista com publicação, na maioria das vezes, para grandes regiões, muitas vezes até mundial, tem alta qualidade gráfica com maior elaboração nos tipos de propagandas. Tem boa seletividade com relação ao público já que cada tipo de revista é voltada para grupos específicos.
O rádio enquadra sua principal vantagem na flexibilidade, porém com delimitação de sua cobertura devido sua área de transmissão.
A TV é um excelente meio de comunicação pois possibilita um impacto dramático ao seu público, combinando som e movimento.
A Internet, apesar de sua ampla cobertura de mercado, baixos custos e interatividade ainda atinge pouco o público brasileiro pela dificuldade no acesso para classes mais baixas. Porém, é uma grande promessa para comunicação de massa, o que já vem ocorrendo em países mais desenvolvidos.
Hoje, com a proliferação em massa dos celulares e dispositivos móveis com conexão à internet, podemos afirmar que este será o mais abrangente de todos os veículos de comunicação, uma vez que podem atingir atualmente 6 bilhões de pessoas, para uma população de 7 bilhões no mundo.